# Agraulis fumosa
Agraulis fumosa är en fjärilsart som beskrevs av Gunder 1927. Agraulis fumosa ingår i släktet Agraulis och familjen praktfjärilar. Inga underarter finns listade i Catalogue of Life.